# Kåldolmar

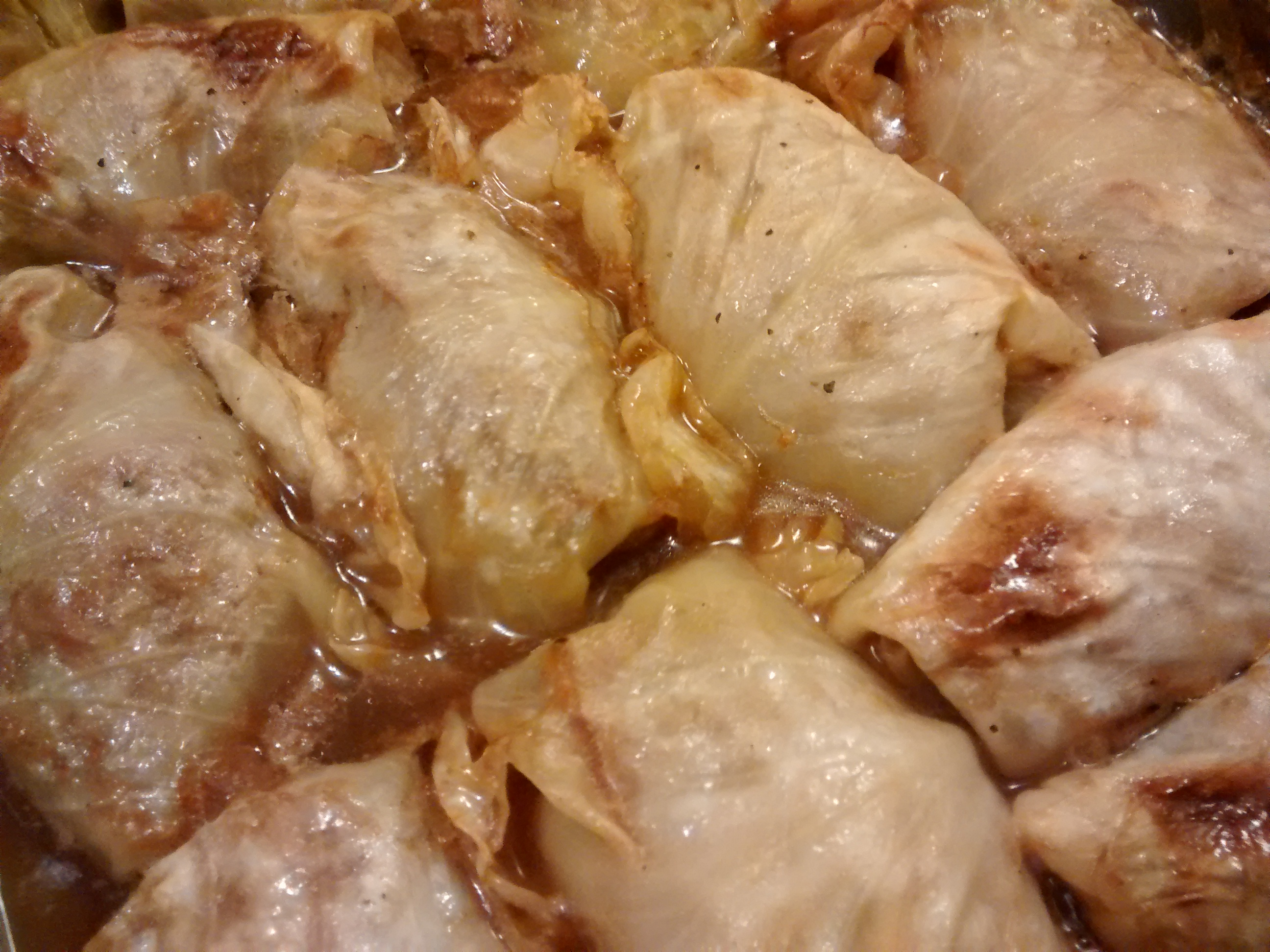
Kåldolmar.

Kåldolmar, i singular kåldolme eller kåldolma, är en maträtt som består av vitkålsblad som fylls med en köttfärsfyllning och steks. Den är baserad på maträtten vinbladsdolmar. Dolmar tillagade med vitkål istället för vinblad förekommer också i flera andra länder än Sverige, framför allt i Östeuropa och Mellanöstern.

## Tillagning och servering
Kåldolmar tillagas traditionellt genom att köttfärs blandas med kokt ris, salt och peppar. Blad från ett kokt vitkålshuvud skalas av och förvälls. En klick av färsblandningen läggs som fyllning i ett kålblad som rullas ihop till ett paket. Dolmen kan brynas i en stekpanna för att sedan efterkoka i en kastrull, eller också steker man alla kåldolmar på en gång i en panna i ugnen. Ofta används sirap vid stekningen för färg och smak.
I Sverige serverar man traditionellt dolmarna med sky eller sås, kokt potatis och lingonsylt.

## Historik
Det äldsta belägget för att dolmar har tillagats i Sverige är ett recept i 1765 års upplaga av Cajsa Wargs berömda kokbok. Warg instruerade sina läsare att tillaga "dolma" på orientaliskt vis med vinblad, nötfärs (ej fläsk- eller blandfärs) samt pressad citron. I kokboken står även att den som inte hade tillgång till vinblad, som var dyra, istället kunde använda förvällda kålblad. Liknande kålrullader återfinns i stora delar av Östeuropa, men det är bara i Sverige som kålrulladerna bär ett turkiskt namn: "dolma" är turkiska och betyder "fylld".
Exakt hur rätten kom till Sverige är inte känt. Enligt en teori kom den hit med Karl XII, som efter nederlaget i slaget vid Poltava sökte och fick skydd undan de förföljande ryska styrkorna i det Osmanska riket, och därefter tillbringade över fem år i landet. Historikern Dick Harrison anser det emellertid osannolikt att Karl XII eller någon i hans direkta omgivning var ansvarig för den kulinariska importen, även om han inte helt kan avfärda det. Enligt en annan teori, publicerad i Nationalencyklopedin, kom rätten till Sverige med de osmaner som medföljde till Sverige för att se till att de stora lån som svenskarna hade tagit betalades tillbaka.

## Kåldolmens dag
Sedan 2010 infaller Kåldolmens dag på Karl XII:s dödsdag den 30 november. Enligt föreningen Kåldolmens vänner utgör dagen en påminnelse om att svensk kultur alltid har formats i samspel med omvärlden, och inte minst under 1700-talet, som var en period av intensivt kulturutbyte mellan Sverige och Orienten till följd av Karl XII:s och den svenska arméns mer än femåriga vistelse i Osmanska riket. Initiativet till Kåldolmens dag kom ursprungligen från idéhistorikern Petter Hellström men arrangemanget fick snart stöd från bland andra Sveriges hembygdsförbund, Stockholms stift av Svenska kyrkan, Judiska församlingen i Stockholm, Islamiska förbundet i Stockholm, Arbetarnas bildningsförbund (ABF), Sensus, Globala gymnasiet, Riksförbundet för folkmusik och dans, Svenska folkdansringen, Sveriges Spelmäns Riksförbund, Eric Sahlström Institutet och Statens historiska museer. 2013–2016 firades dagen på Historiska museet i Stockholm.